# Pharmacia
 (décembre 2020).
Si vous disposez d'ouvrages ou d'articles de référence ou si vous connaissez des sites web de qualité traitant du thème abordé ici, merci de compléter l'article en donnant les références utiles à sa vérifiabilité et en les liant à la section « Notes et références ».
Pharmacia était une entreprise pharmaceutique suédoise aujourd'hui disparue, ses activités appartenant aujourd'hui à Pfizer.

## Historique
Pharmacia est fondé en 1911 à Stockholm. Société de taille modeste jusque dans les années 1980, elle prend le contrôle en 1986 des entreprises suédoises LKB-produkter AB et PL Laboratories. Elle change alors de nom pour prendre celui de Pharmacia Biotech, puis fusionne avec "Kabi Vitrum" pour devenir Kabi Pharmacia. En 1993, elle rachète l'entreprise italienne Farmitalia. 
En 1995, Pharmacia fusionne avec Upjohn et déplace son siège social à Londres. En 1999, Pharmacia vend à Fresenius sa division liée à la nutrition et fusionne avec Monsanto, avant de scinder l'année suivant les activités du nouvel ensemble liés à l'agriculture dans Monsanto, Pharmacia par cette double opération se concentrant sur les produits pharmaceutiques. En 2002, Pfizer acquiert Pharmacia.